# Artemisiospiza belli
Artemisiospiza belli là một loài chim trong họ Emberizidae.

## Hình ảnh

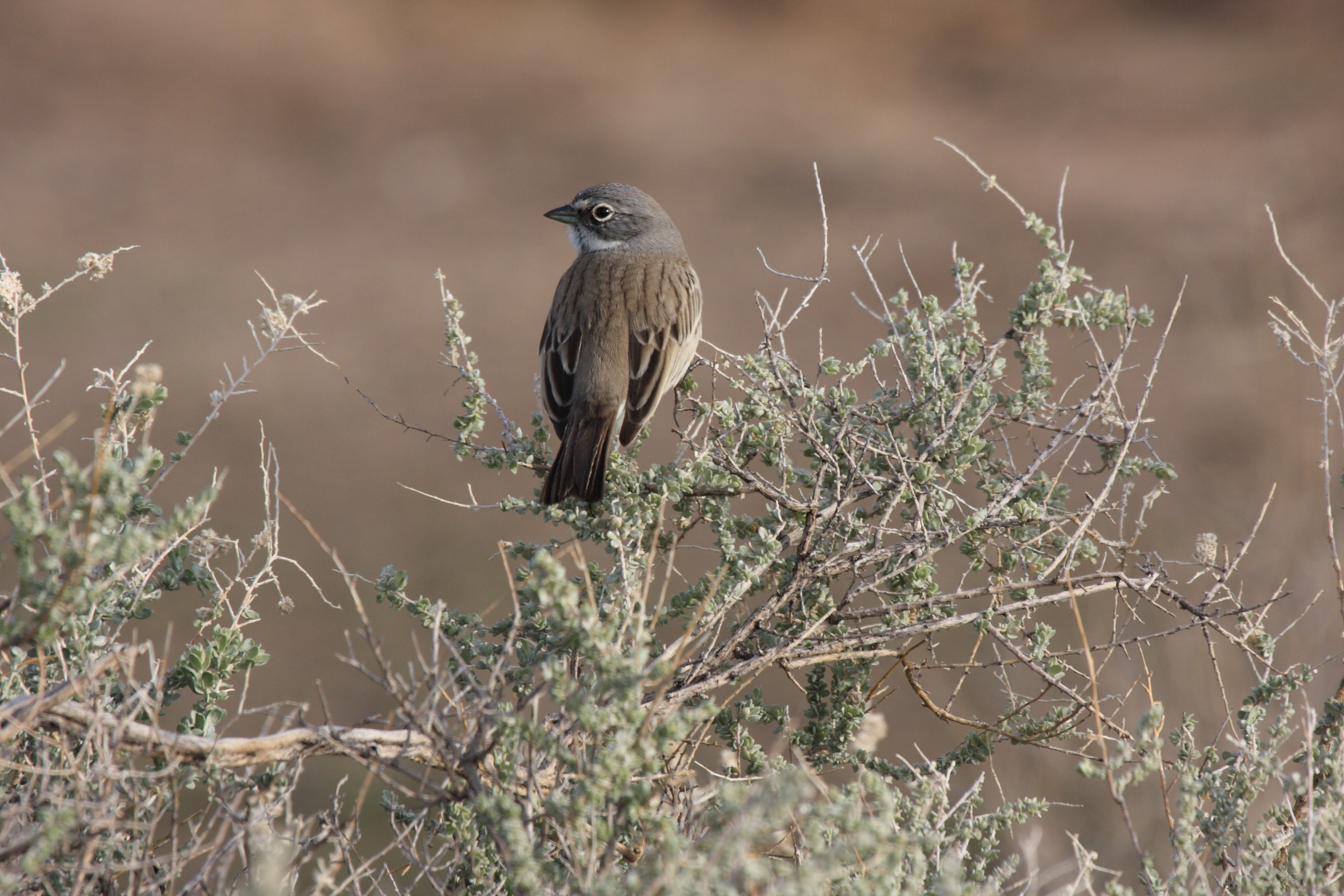